# ریچارد دیویزیو
ریچارد دیویزیو (انگلیسی: Richard Divizio؛ زاده ۶ سپتامبر ۱۹۶۸) یک بازیگر اهل آمریکا است.